# Voleibol nos Jogos da Ásia Oriental de 2009
As competições de voleibol nos Jogos da Ásia Oriental de 2009 aconteceram entre 2 e 9 de dezembro. Dois torneios foram disputados.

## Calendário
| Dezembro | 2 | 3 | 4 | 5 | 6 | 7 | 8 | 9 | 10 | 11 | 12 | 13 | Finais |
| -------- | - | - | - | - | - | - | - | - | -- | -- | -- | -- | ------ |
| Voleibol |   |   |   |   |   |   |   | 2 |    |    |    |    | 2      |

## Quadro de medalhas
| Ordem | País          | Medalha de ouro | Medalha de prata | Medalha de bronze |   |
| ----- | ------------- | --------------- | ---------------- | ----------------- | - |
| 1     | China         | 2               |                  |                   | 2 |
| 2     | Japão         |                 | 2                |                   | 2 |
| 3     | Coreia do Sul |                 |                  | 2                 | 2 |
| TOTAL | TOTAL         | 2               | 2                | 2                 | 6 |

## Medalhistas
| Evento    | Ouro      | Prata     | Bronze            |
| Masculino | CHN China | JPN Japão | KOR Coreia do Sul |
| Feminino  | CHN China | JPN Japão | KOR Coreia do Sul |

## Resultados

### Masculino

#### Primeira fase
Em 4 de dezembro.
| Grupo A | Grupo A   |
| ------- | --------- |
| 1       | China     |
| 2       | Hong Kong |
| 3       | Guam      |

| China     | 3-0 | Guam  |
| Hong Kong | 3-0 | Guam  |
| Hong Kong | 0-3 | China |

| Grupo B | Grupo B       |
| ------- | ------------- |
| 1       | Japão         |
| 2       | Coreia do Sul |
| 3       | Macau         |

| Coreia do Sul | 3-0 | Macau         |
| Japão         | 3-0 | Macau         |
| Japão         | 3-2 | Coreia do Sul |

#### Segunda fase
|  | Disputa do 5º lugar |   |
|  |                     |   |
|  | Macau               | 3 |
|  | Guam                | 1 |

|  | Semifinais    | Semifinais |   |           | Final          | Final |  |
|  |               |            |   |           |                |       |  |
|  | 7/dez         |            |   |           |                |       |  |
|  | Japão         | 3          |   |           |                |       |  |
|  | Hong Kong     | 0          |   |           |                |       |  |
|  |               |            |   |           |                |       |  |
|  |               |            |   |           | 9/dez          |       |  |
|  |               |            |   |           | Japão          | 2     |  |
|  |               | China      | 3 |           |                |       |  |
|  |               |            |   |           |                |       |  |
|  |               |            |   |           |                |       |  |
|  |               |            |   |           | Terceiro lugar |       |  |
|  | 7/dez         | 7/dez      |   | 9/dez     | 9/dez          |       |  |
|  | China         | 3          |   | Hong Kong | 0              |       |  |
|  | Coreia do Sul | 0          |   |           | Coreia do Sul  | 3     |  |

### Feminino

#### Primeira fase
Em 4 de dezembro.
| Grupo A | Grupo A       |
| ------- | ------------- |
| 1       | Coreia do Sul |
| 2       | Hong Kong     |
| 3       | Guam          |

| Coreia do Sul | 3-0 | Guam          |
| Hong Kong     | 0-3 | Coreia do Sul |
| Hong Kong     | 3-0 | Guam          |

| Grupo B | Grupo B       |
| ------- | ------------- |
| 1       | China         |
| 2       | Japão         |
| 3       | Taipé Chinesa |

| Japão         | 3-0 | Taipé Chinesa |
| China         | 3-0 | Japão         |
| Taipé Chinesa | 0-3 | China         |

#### Segunda fase
|  | Disputa do 5º lugar |   |
|  |                     |   |
|  | Guam                | 0 |
|  | Taipé Chinesa       | 3 |

|  | Semifinais    | Semifinais |   |           | Final          | Final |  |
|  |               |            |   |           |                |       |  |
|  | 7/dez         |            |   |           |                |       |  |
|  | Coreia do Sul | 1          |   |           |                |       |  |
|  | Japão         | 3          |   |           |                |       |  |
|  |               |            |   |           |                |       |  |
|  |               |            |   |           | 9/dez          |       |  |
|  |               |            |   |           | Japão          | 0     |  |
|  |               | China      | 3 |           |                |       |  |
|  |               |            |   |           |                |       |  |
|  |               |            |   |           |                |       |  |
|  |               |            |   |           | Terceiro lugar |       |  |
|  | 7/dez         | 7/dez      |   | 9/dez     | 9/dez          |       |  |
|  | China         | 3          |   | Hong Kong | 0              |       |  |
|  | Hong Kong     | 0          |   |           | Coreia do Sul  | 3     |  |